# Lijst van dialecten van de wereld - D
Deze lijst van dialecten is zeker niet compleet en de aanduiding 'dialect' zal voor diverse van de genoemde variëteiten zeker omstreden zijn. De lijst bevat in principe alleen variëteiten die nauwelijks standaardisatie hebben ondergaan. Ze zijn geordend onder een kop die ofwel redelijk adequaat de genoemde subvariëteiten omvat, ofwel de naam is van de standaardtaal die door de dialectsprekers als lingua franca wordt gehanteerd.
Zie voor achtergronden over de schakeringen van de taal-dialectrelatie de lemma's variëteit (taalkunde), taal, dialect, streektaal, standaardtaal, dialectcontinuüm, taalfamilie.

## Da'a-Kaili
Da'a - Inde

## Daba
Kola - Musgoi - Nive - Pologozom

## Dabarre
Dabarre - Iroole

## Dakaka
Sesivi

## Dandami-Maria
Geedam - Sukma

## Dangaléat
Centraal-Dangaléat - Oost-Dangaléat - West-Dangaléat

## Darling
Bagundji - Kula - Wiljakali

## Daro-Matu-Melanau
Daro - Matu

## Dass
Dot - Durr-Baraza - Lukshi - Wandi - Zumbul

## Daur
Buteha - Haila'er - Ili - Qiqiha'er

## Dayi
Dhalwangu - Djarrwark

## Deens
Jutlands

## Dehu
Losi - Wete

## Dení
Inauini

## Dera
Gasi - Shani - Shellen

## Dhangu
Dhangu-Djangu - Gaalpu - Golumala - Ngaymil - Rirratjingu - Wangurri

## Dhuwal
Datiwuy - Dhuwal - Dhuwaya - Djapu - Liyagalawumirr - Liyagawumirr - Marrakulu - Marrangu

## Diodio
Awale - Centraal Diodio - Iauiaula - Utalo

## Djamindjung
Ngaliwuru

## Djinang
Balurbi - Djadiwitjibi - Manyarring - Mildjingi - Murrungun - Wulaki

## Djinba
Dabi - Ganalbingu - Mandjalpingu

## Dobel
Binnenlands Dobel - Noordoost-Dobel - Zuidoost-Dobel

## Dobu
Centraal Dobu - Galubwa - Lodoba - Sanaroa - Ubuia

## Dohoi
Dohoi - Ot Balawaans - Ot Banu'U - Ot Murung 1 - Ot Olang - Ot Tuhup - Sarawai - Ulu Ai'

## Dongxiang
Sijiaji - Suonanba - Wangjiaji

## Drents
Midden-Drents - Noordenvelds - Zuid-Drents

## Duau
Dawada - Guleguleu - Mwalukwasia - Siausi - Somwadina

## Dugwor
Mikere

## Duits
In deze lijst zijn ook dialecten opgenomen van streektalen die door veel bronnen als aparte talen worden beschouwd, zoals Beiers, Alemannisch of Hoogsaksisch. Uitgebreidere lijsten van dialecten van deze streektalen zijn onder hun eigen kopjes in deze lijst te vinden.
Brandenburgs - Hoogalemannisch - Hoogpruisisch - Hoogsaksisch - Hoogstalemannisch - Lotharings Frankisch - Mecklenburgs-Voorpommers - Middelalemannisch - Middelhessisch - Midden-Beiers - Midden-Pommers - Moezelfrankisch - Nederalemannisch - Nederpruisisch - Noord-Beiers - Noord-Nederduits - Nordobersächsisch - Noord-Hessisch - Oostfaals - Oost-Frankisch - Oost-Hessisch - Oost-Pommers - Rijnfrankisch - Ripuarisch - Silezisch-Duits - Thürings - Westfaals 
- Westniederdeutsch - Zuid-Beiers - Zuid-Frankisch - Zuidmarkisch - Zwabisch

## Dunama
Barabara - Bunama - Kasikasi - Kerorogea - Kumalahu - Lomitawa - Meudana - Sawabwala - Sawatupwa - Sipupu - Weyoko

## Dupaninan-Agta
Barongagunay - Bolos-Punt - Camonayaans - Palaui-eiland - Peñablanca - Santa Ana-Gonzaga - Santa Margarita - Roso - Tanglagaans - Vallei-Cove - Yaga

## Duri
Cakke - Calosi

## Duruwa
Dharba - Kukanar - Nethanar - Tiriya

## Dusun Witu
Dusun Pepas - Dusun Witu

## Voetnoten
A · B · C · D · E · F · G · H · I · J · K · L · M · N · O · P · Q · R · S · T · U · V · W · Y · Z